# Carlos Alfredo Cabezas Mendoza
Carlos Alfredo Cabezas Mendoza, (Estado trujillo, Venezuela 26 de enero de 1966) es un obispo venezolano de la Iglesia Católica, actual Obispo de la  Diócesis de Ciudad Guayana.

## Biografía
Nació en el caserío El Volcán de Niquitao, Municipio Boconó del Estado Trujillo, Venezuela, el 26 de enero de 1966. Hijo de Francisco Cabezas y Baudilia Mendoza de Cabezas. Desde niño mostró admiración por el sacerdocio.
A los once años de edad (hacia 1977), de la mano del sacerdote Hermágoras de Jesús Rivero Perdomo, ingresó en el Seminario Menor Sagrado Corazón de Jesús de Trujillo
- Realizó su Filosofía en el Seminario Santa Rosa de Lima de Caracas (1985).
- Licenciado en Teología en la Pontificia Universidad Lateranense, en Roma (1989).
- Licenciado en Ciencias de la Educación en la Universidad Pontificia Salesiana, Roma (1992).
- Licenciado en Ciencias Políticas de la Universidad del Valle del Momboy (2015).

## Sacerdocio
Fue ordenado presbítero el 10 de junio de 1990 en la Basílica de San Pedro, en el Vaticano por San Juan Pablo II. 
- Asesor Diocesano de Pastoral Juvenil en el año 1992.
- Párroco de San Pablo Apóstol, La Puerta, Trujillo desde 1992 al 2000.
- Docente del Instituto de Ciencias Religiosas (ICIRE) Trujillo 1992-2014.
- Miembro del Consejo Presbiteral 1994-2014.
- Delegado de AVEC en el Consejo Presbiteral 1996.
- Vicario para la Pastoral desde 1997 al 2012.
- Miembro del Concilio Plenario de Venezuela 2000-2006.
- Párroco de “Nuestra Señora de la Paz”, Catedral de Trujillo desde 2001 al 2012.
- Asistente Espiritual de las Hermanas Franciscanas, Trujillo desde 2001 al 2012.
- Docente del Seminario Mayor “Sagrado Corazón de Jesús” desde 2005 al 2016.
- Párroco de “Nuestra Señora del Carmen”, Boconó, Trujillo desde 2011 al 2016.
- Vicario episcopal para el Clero desde 2012 al 2014
- Vicario foráneo de la zona pastoral de San Alejo, Boconó  desde 2014 al 2016.

## Episcopado

### Obispo de Punto Fijo
El 4 de junio de 2016, el papa Francisco lo nombró obispo de Punto Fijo.
Fue consagrado obispo el 6 de agosto del mismo año, en la Iglesia Ntra. Sra. del Carmen de Boconó; a manos del obispo Oswaldo Azuaje Pérez.
Tomó posesión canónica el 14 de agosto, en la Catedral de Punto Fijo.

### Obispo de Ciudad Guayana
El 8 de diciembre de 2022, el Papa Francisco lo nombró obispo de Ciudad Guayana.
Tomó posesión canónica en la Procatedral de Puerto Ordaz, el sábado 25 de febrero de 2023.